# Aphis intrusa
Aphis intrusa är en insektsart. Aphis intrusa ingår i släktet Aphis och familjen långrörsbladlöss. Inga underarter finns listade i Catalogue of Life.